# 张绪穆
张绪穆（1961年—），中华人民共和国教育部长江学者讲座教授，南方科技大学理学院副院长、化学系系主任，中国化学学会会士，俄罗斯工程院外籍院士，《中国医药工业杂志》副主任编委。